# Distrito Escolar Independiente de Hitchcock
El Distrito Escolar Independiente de Hitchcock (Hitchcock Independent School District, HISD) es un distrito escolar de Texas. Tiene su sede en Hitchcock, y sirve Hitchcock y una parte de Tiki Island. Las escuelas son: Head Start, Hitchcock Primary, Stewart Elementary, Crosby Middle School, y Hitchcock High School.